# John W. Davis (Politiker, 1826)

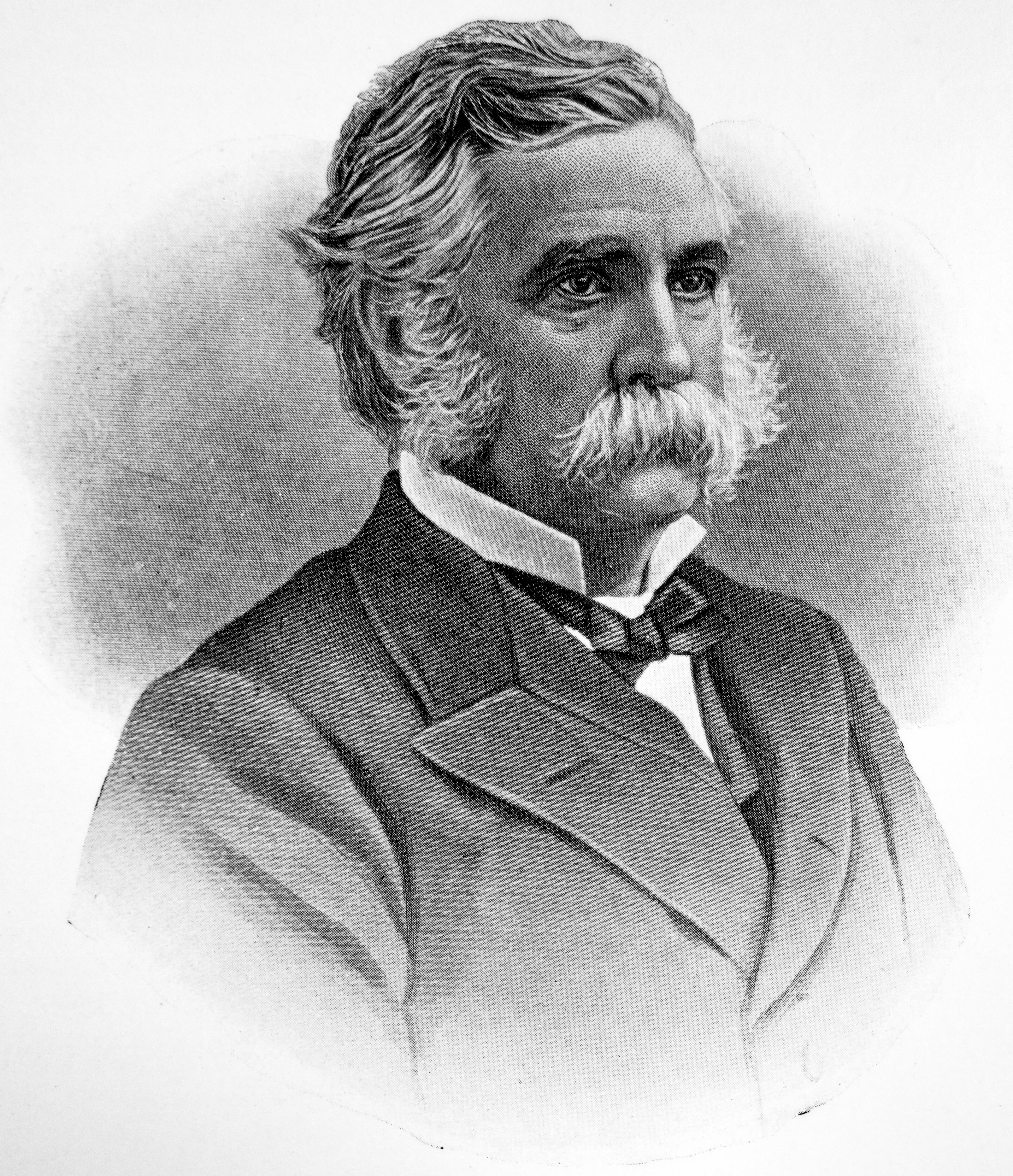
John William Davis

John William Davis (* 7. März 1826 in Rehoboth, Bristol County, Massachusetts; † 25. Januar 1907 in Pawtucket, Rhode Island) war ein US-amerikanischer Politiker und von 1887 bis 1888 sowie zwischen 1890 und 1891 Gouverneur des Bundesstaates Rhode Island.

## Frühe Jahre und politischer Aufstieg
John Davis besuchte die öffentlichen Schulen in Rehoboth und eine Privatschule in Pawtucket. Danach arbeitete er unter anderem als Maurer, Lehrer und Getreidehändler. Außerdem wurde er Mitglied im Stadtrat von Pawtucket, dessen Präsident er für zwei Jahre werden sollte. John Davis war Mitglied der Demokratischen Partei und wurde für einige Legislaturperioden in den Senat von Rhode Island gewählt. Während des Bürgerkriegs diente er in der Nationalgarde seines Staates. Präsident Grover Cleveland ernannte seinen Parteifreund zum Gutachter für den Außenhandel im Zolldistrikt von Providence.

## Gouverneur von Rhode Island
Im Jahr 1887 wurde Davis zum neuen Gouverneur seines Staates gewählt. Dabei konnte er auch mit Hilfe einiger unzufriedener Republikaner den Amtsinhaber George P. Wetmore besiegen. In seiner ersten einjährigen Amtszeit zwischen dem 31. Mai 1887 und dem 29. Mai 1888 wurde das Frauenwahlrecht in der Staatsverfassung verankert. Die Grenze zwischen Rhode Island und dem Nachbarstaat Connecticut wurde festgelegt. Neue Gesetze sollten betrügerische Machenschaften erschweren. Außerdem wurden Gesetze zur Behandlung von Waisenkindern erlassen. Im Jahr 1888 unterlag Davis bei der Gouverneurswahl gegen Royal C. Taft, den Kandidaten der Republikanischen Partei; 1889 scheiterte er an Herbert W. Ladd. Nachdem er im Jahr 1890 dann doch noch einmal in das höchste Amt seines Staates gewählt worden war, konnte er zwischen dem 27. Mai 1890 und dem 26. Mai 1891 eine zweite Amtszeit absolvieren. In dieser Zeit wurde eine Kommission zur Überarbeitung der Staatsgesetze eingesetzt und Gelder für ein Soldatenheim bereitgestellt. Bei den Wahlen des Jahres 1891 unterlag Davis wieder gegen Herbert Ladd.

## Weiterer Lebenslauf
Nach dem Ende seiner Gouverneurszeit kehrte Davis noch einmal in den Staatssenat zurück, ehe er 1897 Bürgermeister von Pawtucket wurde. John Davis starb im Januar 1907. Er war dreimal verheiratet und hatte insgesamt zwei Kinder.